# NGC 1161
NGC 1161 is een lensvormig sterrenstelsel in het sterrenbeeld Perseus. Het hemelobject werd op 7 oktober 1784 ontdekt door de Duits-Britse astronoom William Herschel.

## Synoniemen
- PGC 11404
- UGC 2474
- MCG 7-7-15
- ZWG 540.26
- KCPG 86B
- IRAS02579+4442